# パークウォード
パークウォード（英: Park Ward）はイギリスにかつて存在したコーチビルダーである。
ロンドン市内のウィルズデン（Willesden ）・ハイロードにてウィリアム.マクドナルド・パーク（William MacDonald Park ）とチャールズ・W・ウォード（Charles W. Ward ）により1919年に開業した。当時としては珍しく馬車製造業からの移行ではなく創業当初から自動車専門であり、良い意味で馬車時代を知らなかったことから先進性を持っており、また質の高いコーチワークで創業間もなく評判となりデイムラー、モース、ランチェスター、サンビームなどにボディーを架装した。ロールス・ロイスと関わった最初は中古シャシーに架装したオープン・ツアラーであった。ロールス・ロイスからの注文を初めて受けたのは1921年で、安価かつ高品質で信頼を受け、1920年代末から1930年代初めにかけてはロールス・ロイス車の大半の架装を手がけていた。ロールス・ロイス・シルヴァーゴーストの架装にも参加している。
1933年にベントレー・3½リットルの全鋼製ボディの開発に関わり大きく躍進、ロールス・ロイスとベントレーのメインコーチビルダーとなった。これは後にロールス・ロイス自身が全鋼製ボディを採用するきっかけになった。
第二次世界大戦中は航空機の機体部品を製作したり、フォードやハンバーに救急車ボディーを架装したりしていた。

後にH・J・ミュリナーと合併しH・J・ミュリナー・パークウォードとなった。